# Schindleria pietschmanni
Schindleria pietschmanni is een straalvinnige vissensoort uit de familie Schindleriidae. De wetenschappelijke naam van de soort is voor het eerst geldig gepubliceerd in 1931 door Schindler.